# Малинівка (Вінницький район)
Мали́нівка — село в Україні, у Літинській селищній громаді Вінницького району Вінницької області. Населення становить 707 осіб.

## Географія
Село розташоване на горбистій території, оточеній звідусіль полями та лісами, що тягнуться майже безперервно аж до самого м. Вінниця. Малинівка є центром сільської ради, охоплює територію близько 268 га, а також межує з такими селами, як Балин, Вишенька, Садове, Петрик та Дашківці.

## Історія
Раніше село називалося Гута-Літинська (до 1961 р.) і входило до Літинського повіту Подільської губернії.
За переказами старожилів, колись уся територія Гути-Літинської та сусідніх сіл була вкрита великими густими лісами. Перші поселенці почали розкорчовувати дерева, таким чином, формуючи територію для її подальшого освоєння. Перекази про це побутують в селі й донині.
У праці «Історія міст і сіл Української РСР», створеної колективом авторів на чолі з А. Олійником, зазначається, що перші письмові згадки про село відносяться до XVII ст. [3]. Один із жителів села Малинівка І. Радківський доводить, що дата заснування Гути-Літинської сягає 1650 р.
Священик Є. Социнський у книзі «Приходы и церквы Подольськой губернии» вказує, що Гута-Літинська виникла на місці колишнього скляного заводу [4]. На противагу цьому, І. Залюбівський, опираючись на перекази старожилів, відносить заснування села до часів, коли скляний завод вже був збудований, а саме поселення розпочало формуватись задовго до цього [1].
На нашу думку, первинне поселення гутенців могло сформуватись ще в добу Хмельниччини, оскільки сприятливі природні умови (річка, кар'єр, густі ліси, горби та глибокі яри) приваблювали втікачів, особливо польських. Підтвердженням цього є антропонімікон (прізвища польського походження) та топонімікон (назви малих географічних об'єктів) села Малинівка.
Як відомо з історії України, у XVIII ст. розгорнулась Коліївщина. Не оминула вона й Літинського повіту, оскільки саме тут народився й виріс один із месників повстанського руху — Устим Кармалюк. Старожили переказують, що колись він проходив через гутенські яри до центральної дороги в районі Синього мосту.
У другій половині XVIII ст. в Гуті-Літинській було побудовано гуральню. Як зауважує І. Залюбівський, «за переказами малинівчан, власник пивоварні дуже знущався над робітниками, обдурював їх при розрахунках. Мало того, що заробітна плата була низькою, але й умови праці не відповідали будь-яким елементарним вимогам. І коли терпець у робітників нарешті увірвався, вони повстали. Поштовхом тому послужила боротьба селянства під керівництвом Устима Кармелюка, яка точилася в цих краях протягом майже 25 років.
Повсталі зібрались перед маєтком заводчика і стали вимагати побачення з власником гуральні. Однак той утік. Тоді робітники вдерлися в маєток, убили ненависного усім за знущання сина багатія-пивовара і підпалили гуральню. Найбільш відчайдушні з повсталих втекли в ліс на пошуки «красних хлопців», тобто, однодумців Устима Кармелюка» [1].
З періодом Коліївщини пов’язане також походження назви великого лісу поблизу села – Безголовни (Безголовні), яку пов’язують з розправою скривджених селян над дашковецьким паном Гурбою. З цим антропонімом пов’язана назва великого поля, що знаходиться неподалік лісу – Гурбове поле.
1778 р. на кошти мешканців села було збудовано дерев'яну приходську Свято-Успенську церкву [4].
Після приєднання Поділля до Російської імперії в 1793 р., як зауважує І. Залюбівський, усі літинські землі були подаровані імператрицею Катериною II в довгострокову оренду (до 1838 р.)  графу Холоневському [1].
Є. Социнський зазначає, що вже в 1880 р. під егідою церкви в окремому приміщенні було відкрито першу однокласну школу грамоти в Гуті-Літинській [4]. 
За даними церковних та повітових книг, до 1897 р. в селі вже налічувалось 210 хат та 1054 жителів (545 чол., 509 жін.), з них 823 православних і 231 католиків [4]. У селі також було збудовано цегельний завод.
А. Швєнцон у книзі «Описание Литинского уезда Подольськой губернии», виданої 1901 р., подає докладну характеристику Літинського повіту й кожної його волості. За географічними даними та природними умовами тодішній Літинський повіт умовно поділяли на дві частини: північну (Уланівська, Терешпільська, Старо-Синевська, Пилявська та Хмільницька волості) та південну (Сосонська, Багринівська, Кожухівська, Овсяницька та Межирівська волості), що розмежовувались річкою Південний Буг. Такі села, як Гута-Літинська, Балин, Петрик, Дашківці та ін. входили до Сосонської волості [5].
Станом на 1900 р. населення Сосонської волості, за свідченням А. Швєнцона, становило 17 817 тис. осіб (8992 чол. та 8885 жін.). З них: 80 % православних, 11 % євреїв, 8 % католиків та ін. [5]. Є. Социнський акцентує увагу на тому, що саме в Гуті-Літинській населення було найбільшою мірою змішане з католиками, тоді як в інших населених пунктах всі були православними [4].
Гутенці (малинівчани), за переказами старожилів та за свідченням істориків, більшою мірою займались землеробством, ткацтвом, стельмаством, пивоварінням тощо. Але найбільшої слави здобули місцеві токарі, вироби яких цінувались далеко за межами Літинського повіту. Південна частина села й донині має назву Токарів куток, оскільки, за переказами старожилів, там колись жив дід Білий із своїми п'ятнадцятьма синами, кожен із яких продовжував справу батька.
На початку XX ст. світ сколихнула Перша світова війна. Чимало жителів із села Гута-Літинська потрапили у лави ворожих армій і мало хто повернувся з війни живим. Свідчень про цю війну залишилось дуже мало, але вони також мають велику цінність для майбутніх поколінь.
Період встановлення радянської влади в Україні значною мірою позначився й на історії села, оскільки саме в тут народився і виріс Яків Гальчевський (1894—1943 рр.) — військовий діяч, активний учасник повстанського руху в Україні у 1918—1920 рр., громадський діяч, вчитель, письменник. Він був штабс-капітаном у російській армії, сотником армії УНР, а пізніше — майором Війська Польського. Значна увага радянської влади до повстанця, що мав прізвисько «атаман Орел», спричинила чимало бід жителям села. З розповідей старожилів дізнаємось, що родичі отамана змінювали свої прізвища, щоб зберегти життя собі і своїм дітям. Але не всі однозначно негативно ставились до односельця, який бажав своєму народу кращої долі.
Помер Я. Гальчевський у польському селі в 1943 році. У радянський період в усіх підручниках з історії його називали «ворогом народу», і лише з утвердженням незалежності відбулась реабілітація «атамана Орла» як одного із героїв України.
Як стверджує Т. Зарецька, з 1921 року на території Наддніпрянської України починається радянський експеримент, що охопив і польське населення, головною метою якого була побудова нового суспільства з новим економічним, державним устроєм та керівною функцією комуністичної партії. Уже у 1922 році Польбюро ЦК КП(б) головним своїм завданням вважала «проникнення партійного впливу в товщу польського трудового населення» [2]. Його реалізація відбувалась через значне розширення мережі польських шкіл та відкриття полькутків у селах, у яких був значний відсоток польського населення.
У Гуті-Літинській відкриття полькутка відбулось у 1927—1928 рр.
1929 року на території села було побудовано колгосп, що отримав назву «Незаможник». Першим його головою став неписьменний чоловік — Токар Гаврило Михайлович, який був учасником Першої світової війни і повернувся на батьківщину живим. Як стверджує місцевий житель І. Радківський, «було на той час дві парі коней, дві корові, шість борін — оце такий був колгосп».
Протягом 1929-1930 рр. у селі Гута-Літинська працювала трудова школа [3]. 
Новим випробуванням для українського народу став голод 1932—1933 рр., штучно створений верхівкою тогочасного СРСР. Кількість жертв голоду й до цього часу викликає чимало протиріч, але немає сумніву те, що це був геноцид проти українського народу. Жахливі картини страшної «голодовки» зберігають в своїй пам'яті жителі села й дотепер.
1940 року в селі Гута-Літинська було засновано партійну організацію [3].
Період Великої Вітчизняної війни (1941—1945 рр.) приніс чимало втрат і потрясінь для нашого народу. Не оминув він і села Гута-Літинська, окупація якого відбулася 20 липня 1941 року. Німецько-фашистські загарбники завдали великих втрат сільському господарству, значною мірою були ушкоджені колгосп, школа та окремі будинки і господарські будівлі. Німці знущались над жителями села, забирали молодих людей до Німеччини на важкі роботи.

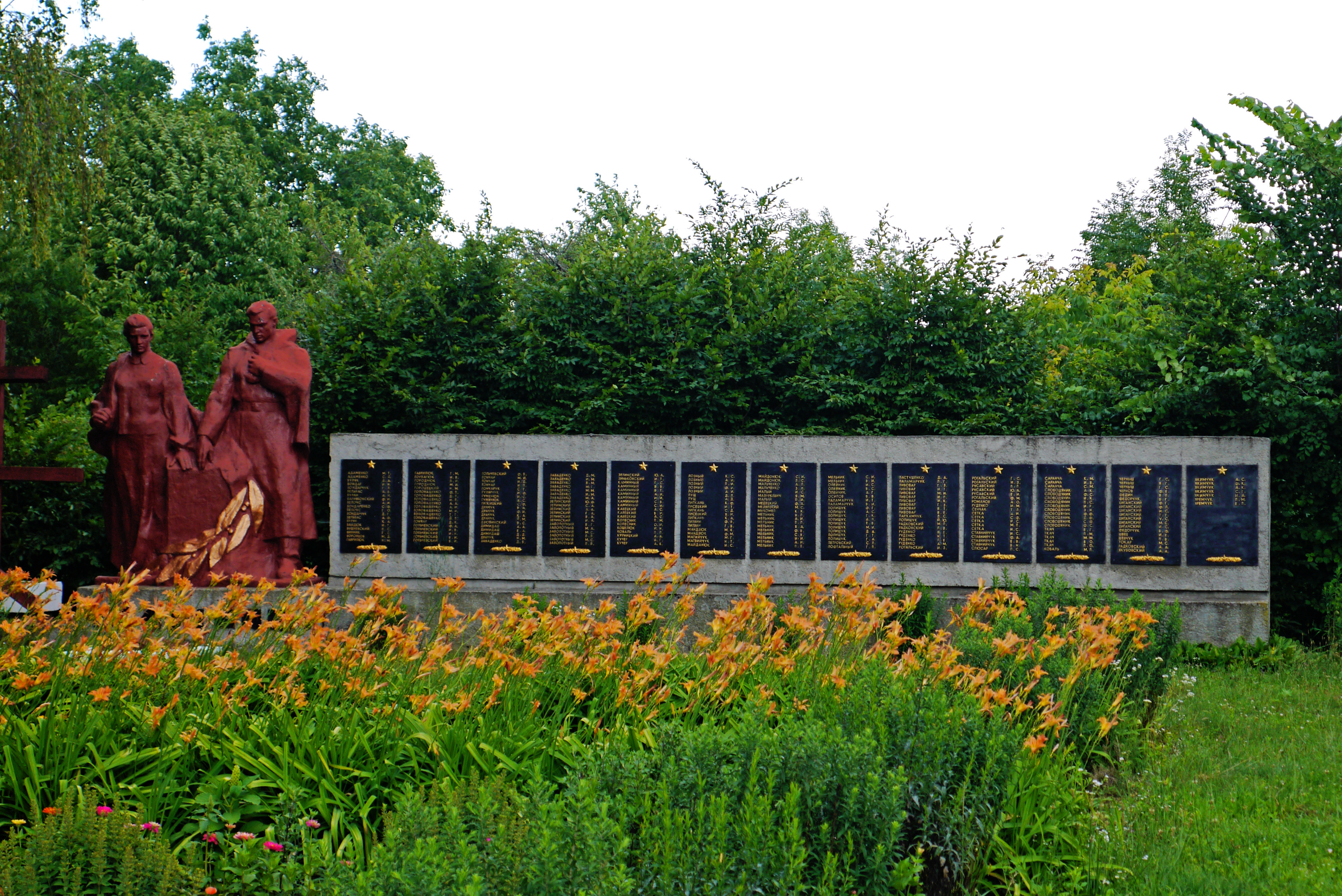
Пам'ятник 235 воїнам-односельчанам, загиблим на фронтах ВВв

21 березня 1944 року внаслідок злагоджених дій Червоної армії село було повністю звільнене від німецько-фашистських окупантів.
Відповідно до перепису населення України, у 1950-х рр.  в селі Гута-Літинська проживало 951 чоловік. У цей час працювала семирічна сільська школа, було відкрито консультаційний пункт районної середньої заочної школи, бібліотеку, три фельдшерсько-акушерські пункти [3].
У 1950—1953 рр. приміщення сільської церкви було вилучене і переобладнане в клуб. Малинівчани із сумом згадують про цей період історії села, оскільки радянська влада зазіхнула на духовні цінності народу. Цікавими, на нашу думку, є спогади старожилів про великодні пісні-дреми, які молодь завжди співала біля церкви і після її переобладнання.
1959 р. село було перейменоване на Малинівку [3]. Велику роль у виборі назви належить одному із його мешканців — Радківському Івану Лазоровичу, який працював секретарем парткому, а також довгий час був заступником голови колгоспу. Йому також належить ідея та розробка макета пам'ятника полеглим у Великій Вітчизняній війні 1941—1945 рр., що знаходиться на початку села.
Період хрущовської «відлиги» та брєжневської «відлиги» позначився значними зрушеннями в житті малинівчан, оскільки більшість з них зуміла «пободуватись», було відкрито «коперації», а також розпочали будівництво асфальтового заводу і видобуток корисних копалин у кар'єрі поблизу села.
1986 року в селі розпочали будівництво нової двоповерхової школи, у якій діти отримали змогу здобути повну середню освіту. У цьому ж році відбулась найбільша техногенна катастрофа — аварія на ЧАЕС, що погубила немало завзятих українців. Кілька чоловіків із села Малинівка брали участь у гасінні четвертого атомного реактора атомної електростанції.
За період незалежної України було зруйновано колгосп, відкрито три магазини, побудовано медичну амбулаторію, відновлено сільську церкву, а також перенесено сільську бібліотеку в приміщення сільської ради.
Четвертого листопада щороку в Малинівці вшановують пам'ять великого борця за українську державність подільського отамана Якова Гальчевського. У цей день відбуваються різноманітні урочисті заходи та літературні читання, присвячені його життю і діяльності. На початку 2013 року Якову Гальчевському було відкрито пам'ятник у рідному селі.
12 червня 2020 року, відповідно до Розпорядження Кабінету Міністрів України № 707-р «Про визначення адміністративних центрів та затвердження територій територіальних громад Вінницької області», увійшло до складу Літинської селищної громади.
19 липня 2020 року, в результаті адміністративно-територіальної реформи та ліквідації Літинського району, село увійшло до складу Вінницького району.

## Населення

### Мова
Розподіл населення за рідною мовою за даними перепису 2001 року:
| Мова       | Відсоток |
| ---------- | -------- |
| українська | 99,15%   |
| російська  | 0,85%    |

## Люди
- Гальчевський Яків Васильович (отаман Орел) (* 1894, с. Гута-Літинська — † 1943, с. Пересоловичі, Польща) — військовий діяч, активний учасник повстанського руху в Україні, громадський діяч, вчитель, письменник.